# Игумново (Раменский район)
Игу́мново — село в Раменском городском округе Московской области. Население — 948 чел. (2010).

## Транспорт
Рядом с селом расположена платформа 49 км.
Через неё можно приехать на Казанский вокзал г. Москва
От г. Раменское (от Автовокзала города Раменское) ходит рейсовый автобус №46.
Так же рядом с окраиной села проходит Донинское шоссе, которое связывает Игумново с Егорьевским шоссе.

## География

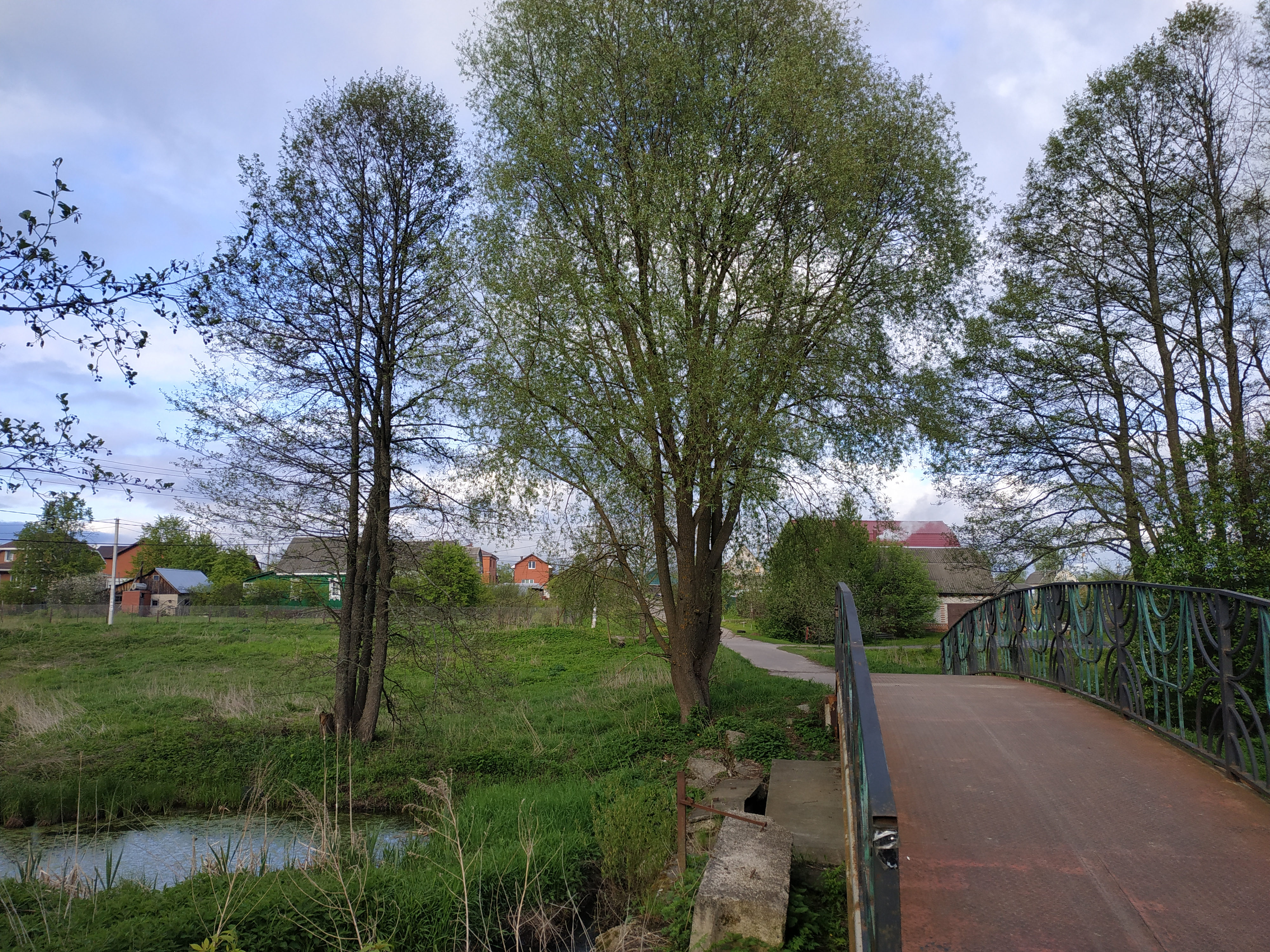
Мост через Донинку

Село Игумново расположено в северной части Раменского городского округа, примерно в 6 км к северо-востоку от города Раменское. Высота над уровнем моря 130 м. Через село протекает река Донинка. В селе 13 улиц и 4 проезда. Ближайшие населённые пункты — деревни Дементьево и Донино.

## Название
Название связано с некалендарным личным именем Игумен или образовано непосредственно от игумен — «глава, настоятель монастыря».

## История
В 1926 году село являлось центром Игумновского сельсовета Раменской волости Бронницкого уезда Московской губернии.
С 1929 года — населённый пункт в составе Раменского района Московского округа Московской области.
До муниципальной реформы 2006 года Игумново входило в состав Дементьевского сельского округа Раменского района, затем в состав городского поселения Кратово.

## Образование

Здания техникума и общежития в Игумново (2024)

На территории села находдится филиал №2 ГБПОУ МО Раменский дорожно-строительный техникум (учредителем является Министерство образования МО)

## Население
В 1926 году в селе проживало 513 человек (207 мужчин, 306 женщин), насчитывалось 125 хозяйств, из которых 118 было крестьянских. По переписи 2002 года — 1003 человека (449 мужчин, 554 женщины).
| 1926 | 2002  | 2010 |
| ---- | ----- | ---- |
| 513  | ↗1003 | ↘948 |